# Queda inteligente

Ateísmo - O Projeto Substantivo

Queda Inteligente é uma paródia ao argumento do Design Inteligente, segundo a qual não existe a Lei da Gravidade e os objetos são puxados para baixo por uma "inteligência superior". A Queda Inteligente é uma pseudociência sobrenatural que se tornou um meme da Internet. Segundo sua pseudo-teoria, a queda livre dos objetos está sendo causada pela "Mão de Deus", como descrito no afresco de Michelangelo, na Capela Sistina do Vaticano. Embora a atual pseudociência tenha indícios de início no ano de 2002 por uma postagem satírica hospedada no Usenet, as explicações religiosas invocando a intervenção direta de Deus sobre a gravidade tem suas raízes a centenas de anos.
A Queda Inteligente pressupõe que a explicação científica da força da gravidade não pode, ou não consegue, explicar todos os efeitos desse fenômeno e, por isso, o motivo das coisas estarem realmente caindo está no uso da força de um ser superior para as coisas caírem. Além disso, a pseudo-teoria afirma as teorias gravitacionais não são internamente consistentes nem matematicamente conciliável com a mecânica quântica, fazendo com que a gravidade seja uma "teoria em crise". Faz-se também que a teoria da gravidade é somente e é "apenas uma teoria", parodiando assim as alegações feitas por criacionistas sobre os estudos do evolucionismo.
Os seguidores da Queda Inteligente defendem que a teoria deve ser ensinado junto com a teoria da gravidade nas escolas (sátira da defesa do criacionismo e do evolucionismo nas escolas norte-americanas) para fazer com que os próprio alunos decidam no que realmente vão acreditar sobre a queda de objetos.

## A teoria como um fenômeno daInternet
| Data                    | Evento |
| ----------------------- | --- |
| 14 de junho de 2002     | Um sujeito chamado Jeff Stubbs rascunhou uma carta a um editor de um mensagem na Usenet do grupo talk.origins e do grupo alt.atheism mencionando sobre a Queda Inteligente: "Eu não gosto da teoria da gravidade, eu me sinto pessoalmente ofendido que as estruturas de engenheiros de projeto considerando apenas a massa física. E sobre nossas almas? Proponho que as aulas de ciências, também, ensinar a teoria da Queda Inteligente. Não existe de maneira nenhuma uma força tal como é a gravidade ter a possibilidade de segurar tudo que existe no planeta. Deve ser Deus, usando nossas almas, para manter tudo aqui. |
| 18 de junho de 2002     | Elf Sternberg, usuário ilustre do site, postou um "FAQ sobre a QuedaInteligente" no grupo sci.skeptic da Usenet |
| 16 de maio de 2005      | Dana Simpson publica uma história em quadrinhos intitulada "Teaching Gravity". |
| 26 de maio de 2005      | Joshua Rosenau, um estudante de pós-graduação da Universidade do Kansas, apresenta a ideia da queda inteligente no seu blog citando Isaac Newton. "Eu estive pensando sobre isso por um tempo, e acho que é hora de discutir a minha teoria da Queda Inteligente. Eu fui inspirado a questionar a dogma de Newton sobre a 'gravidade' quando soube que a ciência não pode explicar o movimento de três coisas ao mesmo tempo. Claro, as 'leis' de Newton podem explicar como se move duas coisas os 'newtonistas' não podem explicar como um terceiro objeto poderia alterar esse movimento"                                     |
| 17 de agosto de 2005    | A Queda Inteligente é tema de um artigo no jornal satírico The Onion. |
| 4 de janeiro de 2010    | Site satírico indiano Faking News usa a teoria para escrever uma notícia nada convencional sobre a inauguração, que ocorreu no mesmo dia, do Burj Dubai, o maior arranha-céu construído pelo homem: "Maçã que caiu de cima da Burj Dubai para validar as Leis de Newton desaparece |
| 20 de fevereiro de 2010 | O site Faking News usa a teoria novamente para criar uma paródia semelhante, o Recall Inteligente, que explicaria sobre a extinção das diversas espécies com o tempo. |

## A Queda Inteligente antes da Internet

### Ocasionalismo do Islã
A Queda Inteligente é uma versão do Ocasionalismo, uma ideia filosófica e teológica islâmica que defende que as substâncias criadas (matéria e forças naturais) não podem ser a causa eficiente dos eventos que ocorreram ou que ocorram ainda, sendo que, em vez disso, os acontecimentos são causados diretamente pelo próprio Deus. Essa visão religiosa foi defendida durante o século XI pelo filósofo Al-Ghazali na sua obra A Incoerência dos Filosófos. Al-Ghazali afirmou que, quando ateia-se fogo sobre o algodao esse não é queimado pelo fogo, mas diretamente queimado por Deus ou pelos seus anjos. O Ocasionalismo de Al-Ghazali é um conceito importante dentro da teologia islâmica atualmente, principalmente pela escola teológica islâmica Asharite.

### Isaac Newton
Em uma carta ao Reverendo Dr. Richard Bentley em 1692, Isaac Newton escreveu:
| “ | Para sua segunda consulta eu respondo que os movimentos que os planetas têm agora não poderiam brotar de alguma causa natural, mas só se impressionaram por um agente inteligente. | ” |

Esta declaração é referenciado pelo advogado e defensor do Design Inteligente Stephen C. Meyer em O Status Científico do Design Inteligente, referindo-se a declaração de Newton como um "famoso postulado de uma intervenção divina especial para estabilizar o movimento orbital no Sistema Solar" no desenvolvimento de sua argumentação de equivalência metodológica nas naturalistas e sobrenaturais.
Em 1925, o Reverendo William Asbury Williams escreveu um livro intitulado "A Evolução do Homem Cientificamente Refutada":
| “ | O poder da atração, que podemos chamar uma propriedade da matéria, é realmente o poder de Deus. Os efeitos são os resultados da potência e da inteligência[...] A gravidade requer o cálculo de incontáveis de milhões de problemas bastante complexos e difíceis, a cada instante, pela mente divina[...] Estes inúmeros cálculos provam que Deus está em toda parte. Estamos constantemente na presença imediata impressionante de um Deus infinito. | ” |

### Charles Darwin
Darwin claramente optou por um ponto de vista oposto. Em 1842, Darwin escreveu o esboço de sua teoria a lápis, colocando a evidência de ascendência comum contra a doutrina da criação em separado e perguntou:
| “ | Quem seria o astrônomo a falar da doutrina de que os planetas se moviam (ou não) de acordo com a lei da gravidade, mas do Criador quis ter separado para cada planeta uma órbita em particular? | ” |